# Momino Point
Der Momino Point (englisch; bulgarisch нос Момино nos Momino) ist eine vereiste Landspitze an der Ostküste der Brabant-Insel im Palmer-Archipel westlich der Antarktischen Halbinsel. Sie liegt 3,35 km südsüdwestlich des Bov Point, 5,15 km südwestlich von Lecointe Island, 2,15 km nordwestlich von Pampa Island und 5,7 km nördlich bis östlich des Pinel Point an der Südseite der Einfahrt zur Kayak Bay.
Britische Wissenschaftler kartierten sie 1980 und 2008. Die bulgarische Kommission für Antarktische Geographische Namen benannte sie 2015 nach Ortschaften im Nordosten und Süden Bulgariens.